# ۱۵۶۳ (میلادی)
۱۵۶۳ (میلادی) هزار و پانصد و شصت و سومین سال تقویم میلادی است.

## زادگان
- ۴ سپتامبر - وان‌لی، سیزدهمین امپراتور سلسله مینگ در چین

## درگذشتگان
- ۱۸ اوت – اتین دو لا بوئسی، نویسنده و فیلسوف فرانسوی (ز. ۱۵۳۰)